# СДЮШОР-Металург
Футбольний клуб «СДЮШОР-Металург» — український футбольний клуб з міста Запоріжжя.

## Всі сезони в незалежній Україні
| Сезон   | Чемпіонат     | Чемпіонат | Чемпіонат | Чемпіонат | Чемпіонат | Чемпіонат | Чемпіонат | Чемпіонат | Кубок | Кубок | Кубок | Кубок | Кубок | Кубок | Кубок | Примітка |
| Сезон   | Ліга          | Місце     | І         | В         | Н         | П         | М         | О         | Етап  | І     | В     | Н     | П     | М     | О     | Примітка |
| ------- | ------------- | --------- | --------- | --------- | --------- | --------- | --------- | --------- | ----- | ----- | ----- | ----- | ----- | ----- | ----- | -------- |
| 2000/01 | Друга Група В | 16 з 16   | 30        | 3         | 5         | 22        | 17−80     | 14        | —     | —     | —     | —     | —     | —     | —     |          |
| Всього  | Друга         | 1 сезон   | 30        | 3         | 5         | 22        | 17−80     | 11        | —     | —     | —     | —     | —     | —     | —     |          |